# Karl Ringel
Karl Ringer (Fürth, 1932. szeptember 30. – Neunkirchen, 2024. május 4.) Saar-vidéki és nyugatnémet válogatott német labdarúgó, csatár, fedezet.

## Pályafutása

### Klubcsapatban
1951-52-ben a bajorországi SpVgg Fürth, 1952–53-ban a baden-würtembergi VfB Friedrichshafen labdarúgója volt. 1953-ban szerződött a Saar-vidéki Borussia Neunkirchen csapatához, ahol 1965-ig játszott. 1965–66-ben az 1. FC Saarbrücken együttesében fejezte be az aktív játékot.

### A válogatottban
1956-ban két alkalommal szerepelt a Saar-vidéki válogatottban és egy gólt ért el. Saar-vidék csatlakozása után Nyugat-Németországhoz, 1958-ban egy alkalommal játszott a nyugatnémet válogatottban.

## Statisztika

### Mérkőzései a Saar-vidéki válogatottban
| Saar-vidék | Saar-vidék      | Saar-vidék                       | Saar-vidék | Saar-vidék | Saar-vidék | Saar-vidék | Saar-vidék | Saar-vidék |
| #          | Dátum           | Helyszín                         | Hazai      | Eredmény   | Vendég     | Kiírás     | Gólok      | Esemény    |
| ---------- | --------------- | -------------------------------- | ---------- | ---------- | ---------- | ---------- | ---------- | ---------- |
| 1.         | 1956. június 3. | Saarbrücken, Stadion Kieselhumes | Saar-vidék | 0 – 0      | Portugália | barátságos | -          | 46'        |
| 2.         | 1956. június 6. | Amszterdam                       | Hollandia  | 3 – 2      | Saar-vidék | barátságos | 1          | 49' 86'    |
|            | Összesen        |                                  |            | 2          | mérkőzés   |            | 1          | gól        |

### Mérkőzése a nyugatnémet válogatottban
| NSZK | NSZK               | NSZK                        | NSZK     | NSZK     | NSZK     | NSZK       | NSZK  | NSZK    |
| #    | Dátum              | Helyszín                    | Hazai    | Eredmény | Vendég   | Kiírás     | Gólok | Esemény |
| ---- | ------------------ | --------------------------- | -------- | -------- | -------- | ---------- | ----- | ------- |
| 1.   | 1958. december 28. | Kairó, Fárúk herceg stadion | Egyiptom | 2 – 1    | NSZK     | barátságos | -     | 62'     |
|      | Összesen           |                             |          | 1        | mérkőzés |            | 0     | gól     |